# حادثة مضيق كيرتش
حادثة مضيق كيرتش هي حادثة دولية وقعت في 25 نوفمبر 2018 في مضيق كيرتش، حيث أطلق حرس السواحل [الإنجليزية] التابع لجهاز الأمن الفيدرالي الروسي (FSB) النار على ثلاث سفن تابعة للبحرية الأوكرانية وأسرها بعد محاولتهم العبور من البحر الأسود إلى بحر آزوف عبر المضيق في طريقهم إلى ميناء ماريوبول. كانت هذه هي المرة الأولى التي تشتبك فيها القوات الروسية علانية مع القوات الأوكرانية خلال الصراع الروسي الأوكراني.
في عام 2014، ضمت روسيا شبه جزيرة القرم القريبة، والتي يُعترف بها دوليًا في الغالب أرضًا أوكرانية. شيدت لاحقًا جسر القرم عبر المضيق. بموجب معاهدة عام 2003 [الإنجليزية]، يُقصد بالمضيق وبحر آزوف أن يكونا المياه الإقليمية المشتركة لكلا البلدين، ويمكن الوصول إليها بحرية. وتصر روسيا، بدورها، على أنه بينما تظل معاهدة 2003 سارية قانونًا، يجب على السفن الأوكرانية أن تطلب الإذن قبل دخول المياه الروسية على طول محيط شبه جزيرة القرم مثل أي عبور مياه وطنية، وفقًا لما ينظمه قانون معاهدة البحار. لم تعترف أوكرانيا بضم روسيا لشبه جزيرة القرم، لذلك ترى أوكرانيا أن الاحتجاج بمعاهدة دولية فيما يتعلق بمياه القرم غير شرعي.
مع اقتراب الأسطول، الذي يتكون من زورقين مسلحين وزورق قطر، من مضيق كيرتش، قال خفر السواحل الروسي إنهم طلبوا مرارًا من السفن الأوكرانية مغادرة ما يشار إليه باسم «المياه الإقليمية الروسية». قالوا إن السفن لم تتبع الإجراءات الرسمية للمرور عبر المضيق، وأن السفن الأوكرانية كانت تُناور بشكل خطير، ولم تكن تستجيب للاتصالات اللاسلكية. صرحت أوكرانيا بأنها أعطت إخطارًا مسبقًا للروس بأن السفن ستتحرك عبر المضيق، وأن السفن أجرت اتصالات لاسلكية مع الروس، لكنها لم تتلق أي رد، واستشهدت بمعاهدة عام 2003 ضد التأكيد على دخول السفن. المياه الإقليمية الروسية. حاول الروس إيقاف السفن الأوكرانية، لكنهم استمروا في التحرك في اتجاه الجسر. عندما اقتربوا من الجسر، وضعت السلطات الروسية سفينة شحن كبيرة تحته، مما أدى إلى منع المرور في بحر آزوف. ظلت السفن الأوكرانية راسية في المضيق لمدة ثماني ساعات، قبل أن تعود إلى ميناء أوديسا. ولاحقهم خفر السواحل الروسي أثناء مغادرتهم المنطقة، ثم أطلقوا النار عليهم واحتجزوا السفن في المياه الدولية قبالة سواحل القرم. أصيب ثلاثة من أفراد الطاقم الأوكرانيين في الاشتباك، واحتجزت روسيا جميع البحارة الأوكرانيين الأربعة والعشرين من السفن التي تم الاستيلاء عليها.
وصف الرئيس الأوكراني الحادث بأنه مقدمة محتملة لغزو روسي، وأعلن الأحكام العرفية [الإنجليزية] على طول الحدود مع روسيا وفي المناطق الساحلية للبحر الأسود، والتي انتهت في 26 ديسمبر 2018. ووصفت الحكومة الروسية الحادث بأنه استفزاز متعمد من قبل الرئيس الأوكراني بترو بوروشينكو قبل الانتخابات الرئاسية الأوكرانية لعام 2019. وقع الحادث قبل أيام قليلة من قمة مجموعة العشرين في بوينس آيرس 2018. أشار إليها زعماء الغرب عندما تحدثوا عن عقوبات ضد روسيا.

## خلفية
ضمت روسيا شبه جزيرة القرم عام 2014. ولم تعترف الأمم المتحدة به رسميا.
يربط مضيق كيرتش بحر آزوف بالبحر الأسود، ويتكون من سواحل شبه جزيرة تامان الروسية وشبه جزيرة القرم المتنازع عليها. إنها نقطة الوصول الوحيدة للسفن التي تسافر من وإلى مدن الموانئ الشرقية لأوكرانيا، وعلى الأخص ماريوبول. بينما اتفقت كل من أوكرانيا وروسيا على مبدأ حرية الحركة عبر المضيق وبحر آزوف في عام 2003 بعد حادثة جزيرة توزلا، سيطرت روسيا على جانبي المضيق منذ ضم القرم. بحلول مايو 2018، كانت روسيا قد أكملت بناء جسر القرم، وهو بطول 19 كيلومتر (12 ميل) ويمتد على المضيق، مما يُوفر اتصالًا بريًا مباشرًا بين شبه جزيرة القرم وشبه جزيرة تامان. وانتقدت أوكرانيا ودول أخرى بناء الجسر ووصفته بأنه غير قانوني. علاوة على ذلك، صرحت كلًا من الحكومتان الأوكرانية والأمريكية بأن روسيا تستخدم الجسر جزءً من حصار هجين زاحف على الموانئ الأوكرانية في بحر آزوف، وأن عمليات التفتيش الروسية للسفن قد ارتفعت بشكل حاد منذ افتتاح الجسر في مايو 2018، وبحسب ما ورد، أُجبر البعض على الانتظار ما بين ثلاثة وسبعة أيام قبل السماح لهم بالمرور. بموجب معاهدة 2003، لكل من روسيا وأوكرانيا الحق في تفتيش السفن المبحرة في بحر آزوف أو الخارج منه. وقالت أوكرانيا إن زيادة عمليات التفتيش من قبل خفر السواحل الروسي بعد فتح الجسر تُمثل انتهاكًا لهذا الحق.
وفقًا لجريدةأخبار الدفاع [الإنجليزية]، «من وجهة نظر روسيا، بدأت التوترات تتصاعد في مارس، عندما استولت سفن خفر السواحل الأوكرانية [الإنجليزية] في بحر آزوف على قارب صيد نورد، وهو قارب صيد يرفع العلم الروسي ينطلق من مدينة كيرتش في شبه جزيرة القرم». في مارس 2018، احتجز حرس الحدود الأوكرانيون سفينة الصيد نورد في بحر آزوف، واتهموا طاقمها بدخول «الأراضي التي كانت تحت الاحتلال المؤقت». يواجه قبطان السفينة نورد فلاديمير جوربينكو عقوبة تصل إلى خمس سنوات في السجن.
في أواخر سبتمبر، أطلقت البحرية الأوكرانية عملية لنقل سفينة البحث والإنقاذ دونباس وزورق القطر الكوريتس [الأوكرانية] من أوديسا إلى ماريوبول. كانت العملية هي أول عملية نشر لسفن البحرية الأوكرانية في منطقة مضيق كيرتش منذ ضم روسيا لشبه جزيرة القرم. انطلقت السفن من أوديسا مع سحب دونباس البالغة من العمر 48 عامًا كوريتس البالغة من العمر 45 عامًا. بقيادة دميترو كوفالينكو، نائب رئيس أركان القوات البحرية الأوكرانية، أذاعت السفن نيتها دخول بحر آزوف عبر مضيق كيرتش عند اقترابها منه في 23 سبتمبر، لكنها لم تتبع الإجراءات الرسمية لطلب الإذن. وبحسب كوفالينكو، كان هذا شكلاً مقصودًا من «الدبلوماسية البحرية»، نُفذ بهدف تأكيد مطالبة أوكرانيا بالمياه المحيطة. بينما تلقت السفن خدمات طيار بحري [الإنجليزية] من هيئة ميناء كيرتش مجانًا، فقد نُقلت أيضًا من قبل ما لا يقل عن 13 سفينة روسية، وحلقت فوقها طائرات روسية. في النهاية، امتثلت السفن الأوكرانية لإجراءات العبور التي لم تتطلب طلبًا للحصول على إذن بالعبور، لم تعيق روسيا مرور السفن تحت جسر القرم، ونجحت في الوصول إلى ماريوبول. في مقابلة مع 'كييف بوست [الإنجليزية]، قال الخبير البحري الأوكراني تاراس تشموت إنه يعتقد أن الروس لم يتوقعوا العملية الأوكرانية، ولذلك قرروا اتخاذ الخيار الأقل خطورة من خلال السماح لهم بالمرور. وقال أيضًا «للمرة الأولى، لم نرد فقط على خطوات الروس، لكننا بدأنا في وضع قواعد لعبتنا الخاصة».
وقال مفوض الاتحاد الأوروبي لشؤون الأمن السير جوليان كينغ إن روسيا شنت حملة تضليل لمدة عام من أجل «تليين» الرأي العام استعدادًا للحادث. وفقًا لكينغ، انتشرت شائعات عديدة حول خطط السلطات الأوكرانية، بما في ذلك أن الحكومة الأوكرانية بدأت في تجريف بحر آزوف استعدادًا لوصول أسطول الناتو، وأنها تنوي إصابة البحر الأسود بالكوليرا، وأن خططت لتفجير جسر القرم بقنبلة نووية.
تكهن بافيل فيلجنهاور، محلل دفاعي وكاتب عمود في نوفايا جازيتا ومقره موسكو، أن حكومة بوتين حرضت على الحادث خوفًا من أن القواعد البحرية الأوكرانية في بحر آزوف قد تستضيف في نهاية المطاف دوريات الناتو الزائرة.

## أحداث نوفمبر

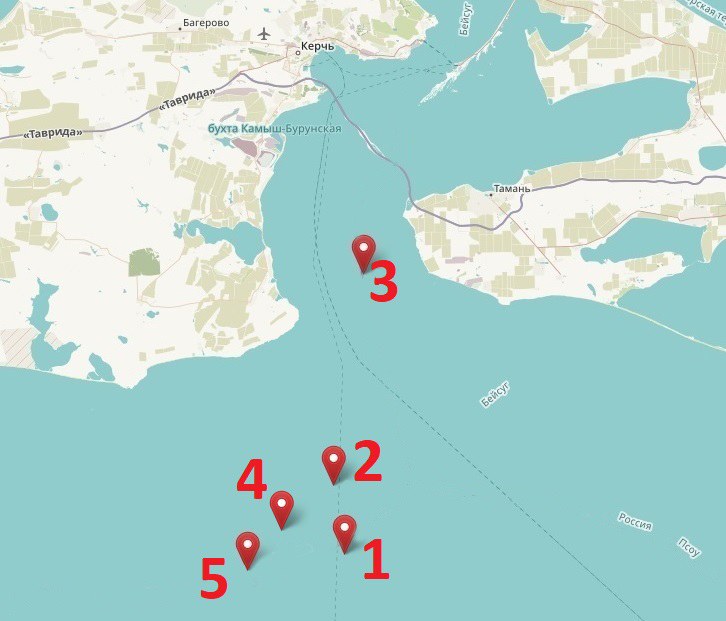
مواقع السفن الأوكرانية في مضيق كيرتش في 25 نوفمبر 2018 وفقًا لبيلنجكات

### الحادث

25 نوفمبر 2018 خريطة حادثة مضيق كيرتش

في صباح يوم 25 نوفمبر، قامت ثلاث سفن حربية أوكرانية ( زورق المدفعية غيورزا فئة أم بيرديانسك [الأوكرانية]، نيكوبول [الأوكرانية]، وزورق القطر ياني كابو [الأوكرانية] ) لإكمال رحلة من ميناء أوديسا على البحر الأسود في جنوب غرب أوكرانيا إلى ميناء ماريوبول في بحر آزوف في شرق أوكرانيا. كان عملاء من خدمة أمن أوكرانيا متوجدين على متن السفن؛ وفقًا لأوكرانيا، كانوا يقدمون تغطية استخبارية عادية. مع اقترابها من مضيق كيرتش، اتهمت قوارب خفر السواحل الروسية السفن الأوكرانية بدخول المياه الإقليمية الروسية بشكل غير قانوني، وأمرتها بالمغادرة. عندما رفض الأوكرانيون، مستشهدين بالمعاهدة الروسية الأوكرانية لعام 2003 بشأن حرية الملاحة في المنطقة ذات الصلة، حاولت القوارب الروسية اعتراضهم، وصدمت زورق القطر ياني كابو عدة مرات. عندما حاولوا الاصطدام بالزوارق الحربية الأكثر رشاقة، اصطدمت سفينتان روسيتان، وتضرر زورق خفر السواحل الروسي من فئة روبين ‏ إزمرود (Izumrud). ثم واصلت السفن البحرية الأوكرانية رحلتها، وتوقفت بالقرب من مرسى 471 منطقة انتظار، على بعد حوالي 9 ميل (14 كـم). من جسر القرم، وبقيت هناك لمدة ثماني ساعات. خلال هذا الوقت، وضع الروس سفينة شحن كبيرة تحت الجسر، وسدوا الطريق إلى بحر آزوف. في الوقت نفسه، أرسلت روسيا طائرتين مقاتلتين وطائرتي هليكوبتر للقيام بدوريات في المضيق. في المساء، استدارت السفن الأوكرانية للعودة إلى ميناء أوديسا. أثناء مغادرتهم المنطقة، طاردهم خفر السواحل الروسي، وأطلقوا النار لاحقًا على السفن الأوكرانية واستولوا عليها على بعد حوالي 23 كيلومتر (14 ميل). قبالة سواحل القرم، في المياه الدولية.

### الضرر والاستجابة السياسية
في أعقاب الحادث، أفادت البحرية الأوكرانية أن ستة جنود أصيبوا جراء العمليات الروسية. تعرضت بيرديانسك لأضرار في جسرها، إما بواسطة مقاتلة سوخوي سو-30 أو إطلاق نيران بحرية من عيار 30 ملم من سفينة دورية خفر السواحل الروسية إيزومرود، بحسب الرواية الروسية. وبحسب الاتصالات اللاسلكية بين القيادة الروسية وسفن خفر السواحل، فقد تضررت سفينتان روسيتان. ولحقت أضرار بأحدها أثناء اصطدامها بزورق القطر الأوكراني ياني كابو. بالإضافة إلى ذلك، اصطدمت السفينة الروسية دون بالسفينة الروسية إيزومرود وألحقت أضرارًا بها. في أعقاب الحادث، اتهم مسؤولون من كلا البلدين الطرف الآخر بالسلوك الاستفزازي. شجبت أوكرانيا الاستيلاء على سفنها ووصفته بأنه غير قانوني. وقالت البحرية الأوكرانية في بيان: «بعد مغادرة منطقة الـ 12 ميلاً، فتح FSB في الاتحاد الروسي النار على قافلة بحرية تابعة لـ... القوات المسلحة الأوكرانية». عقد الرئيس الأوكراني بيترو بوروشنكو اجتماعا لمجلس الأمن القومي والدفاع الأوكراني [الإنجليزية]، واصفا تصرفات روسيا بأنها «مجنونة وغير مبررة».
لم ترد روسيا على الفور أو بشكل مباشر على هذا الادعاء، لكن وكالات الأنباء الروسية نقلت عن جهاز الأمن الفيدرالي (FSB) قوله إن لديها دليلًا لا جدال فيه على أن أوكرانيا دبرت ما وصفته بـ «الاستفزاز» وستعلن عن أدلتها قريبًا. ذكر تقرير صادر عن جهاز الأمن الروسي أن أوكرانيا لم تتبع الإجراء الرسمي المطلوب للمرور عبر المضيق، أي أنه يجب إبلاغ سلطة الميناء في كرج قبل 48 و 24 ساعة من أي تحرك، مع تأكيد رسمي قبل 4 ساعات من الموعد المحدد للعبور. وقالت أيضًا إن السفن الأوكرانية كانت تناور بشكل خطير وتجاهلت عن قصد تعليمات جهاز الأمن من أجل إثارة التوترات. شجب سياسيون روس، بمن فيهم الرئيس فلاديمير بوتين، الحكومة الأوكرانية، قائلين إن الحادث كان محاولة محسوبة من قبل الرئيس الأوكراني بترو بوروشنكو لزيادة شعبيته قبل الانتخابات الرئاسية الأوكرانية العام المقبل. رفضت الحكومة الأوكرانية ذلك، وقالت إنها أبلغت الروس بالمرور المزمع عبر مضيق كرج مسبقًا. وقال المتحدث باسم البحرية الأوكرانية، أوليه تشاليك، إن ياني كابو «أقام اتصالات مع مركز لخفر السواحل» تديره دائرة الحدود لجهاز الأمن و «أبلغ عن نيته الإبحار عبر مضيق كرج. وقد تلقت [السلطات الروسية] المعلومات ولكن لم تُقدم أي رد». وفقا لأوكرانيا، كان الاتصال في الساعة 03:58 يوم 25 نوفمبر، «وفقا للقواعد الدولية لسلامة الملاحة البحرية».

## ما بعد الحادثة

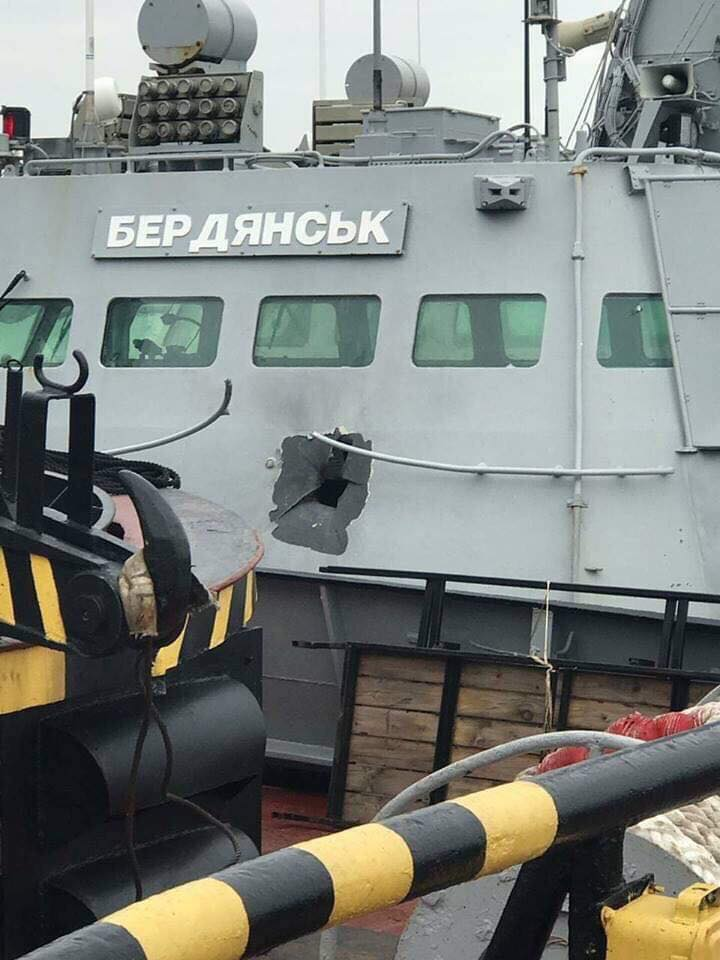
BK-02 Berdyansk المُستولى عليها مع وجود ثقب في بيت الدعامة

في صباح يوم 26 نوفمبر، نُشرت صور للسفن الأوكرانية التي استولي عليها في ميناء كيرتش في القرم. في الصور، تغطي شباك التمويه الصغيرة أقواس السفن. في ذلك اليوم أيضًا، وفقًا لـ APK-Inform، عادت الشحن التجارية الأوكرانية إلى عملها الطبيعي بعد إعادة فتح مضيق كيرتش أمام حركة المرور المدنية.
وفقًا للاستخبارات الأوكرانية، فإن الحالة الصحية لجنود القوات البحرية الأوكرانية الذين أصيبوا في الهجوم على مضيق كيرتش مُرضية. عُولج البحارة الأوكرانيين المصابين في مستشفى مدينة بيروجوف كرج رقم 1. وأظهرت صور أخرى دمارًا كبيرا لحق بزورق بيرديانسك الحربي، بما في ذلك ثقب في الجسر [الإنجليزية]. وبحسب فاسيل حريتساك، رئيس جهاز الأمن الأوكراني [الإنجليزية]، أطلقت إحدى الطائرات الروسية صاروخين.
في 27 نوفمبر، أمرت محكمة القرم باحتجاز 12 بحارًا أوكرانيًا من أصل 24 لمدة 60 يومًا. في اليوم التالي، احتجز البحارة الأوكرانيين الـ 12 المتبقين، بمن فيهم الثلاثة الذين نقلوا إلى المستشفى، رسمياً لمدة 60 يوماً من قبل محكمة كييفسكي رايون في سيمفيروبول. في 29 نوفمبر، ذكرت السلطات الروسية أن البحارة الثلاثة في المستشفى خرجوا من المستشفى. في 30 نوفمبر نُقل جميع البحارة الأوكرانيين الأسرى إلى (العاصمة الروسية) موسكو.
في مساء يوم 28 نوفمبر، قال وزير البنية التحتية الأوكراني فولوديمير أوميليان [الإنجليزية] إن السفن المتجهة إلى مينائي بيرديانسك وماريوبول تنتظر الدخول إلى بحر آزوف وأن السفن تنتظر أيضًا التوجه جنوبًا. ووصف هذا بأنه حصار افتراضي. لم يتم التعرف على أي سفن على أنها أوكرانية. في 4 ديسمبر صرح أوميليان أن روسيا سمحت للسفن بالوصول إلى بيرديانسك وماريوبول مرة أخرى. في اليوم نفسه، ادعت وزارة الأراضي المحتلة مؤقتًا والمشردون داخليًا [الإنجليزية] في أوكرانيا أن تراكم السفن التي تنتظر الذهاب إلى الموانئ الأوكرانية قد أدى إلى وقوع عدة حوادث. ونفت روسيا أنها منعت السفن من الإبحار إلى الموانئ الأوكرانية وأكدت أن أي اضطرابات محتملة ناتجة عن سوء الأحوال الجوية.
في 19 يناير 2019، دخلت يو إس إس دونالد كوك البحر الأسود، لتكون ثاني سفينة أمريكية تصل البحر الأسود بعد حادثة مضيق كيرتش بعد يو إس إس فورت ماكهنري في 10 يناير 2019.
في مارس 2019، فرضت كندا والولايات المتحدة والاتحاد الأوروبي عقوبات على المواطنين والشركات الروسية لمشاركتهم في الحادث والأنشطة في شبه جزيرة القرم وشرق أوكرانيا التي يسيطر عليها الانفصاليون.
في 25 مايو 2019، قررت المحكمة الدولية لقانون البحار أنه يجب على روسيا الإفراج فورًا عن ثلاث سفن مأسورة و 24 جنديًا أوكرانيًا معتقلًا.

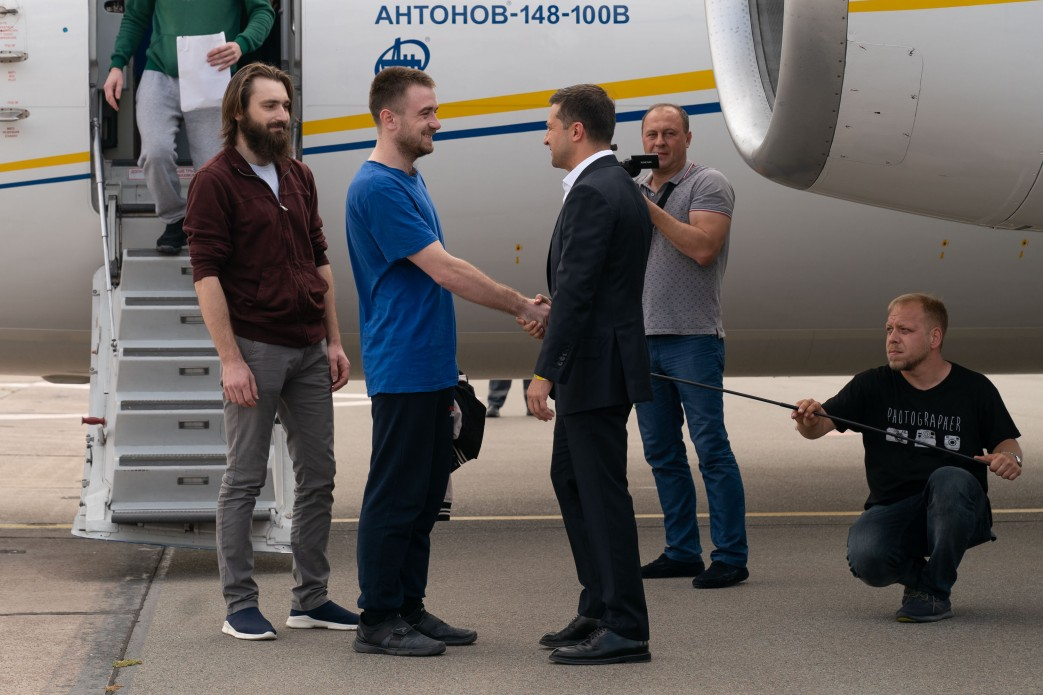
الرئيس الأوكراني فولوديمير زيلينسكي يلتقي بالبحارة الأوكرانيين العائدين إلى ديارهم

في 7 سبتمبر 2019، أُعيد جميع البحارة الـ 24 إلى أوكرانيا أثناء تبادل الأسرى. على وجه الخصوص، تمكنت روسيا من الحصول على أحد الشهود في قضية الخطوط الجوية الماليزية الرحلة 17.
في 18 نوفمبر 2019، أعيدت السفن التي تم الاستيلاء عليها إلى أوكرانيا. تم النقل في البحر بالقرب من رأس القرم أوبيك. أعيدت السفن بأسلحة عادية ولكن دون ذخيرة. ظلت الأسلحة الشخصية للطاقم، وكذلك دفاتر القبطان والوثائق، في روسيا كدليل في القضية الجنائية.

## تفاعلات

### أوكرانيا

الأحكام العرفية في أوكرانيا

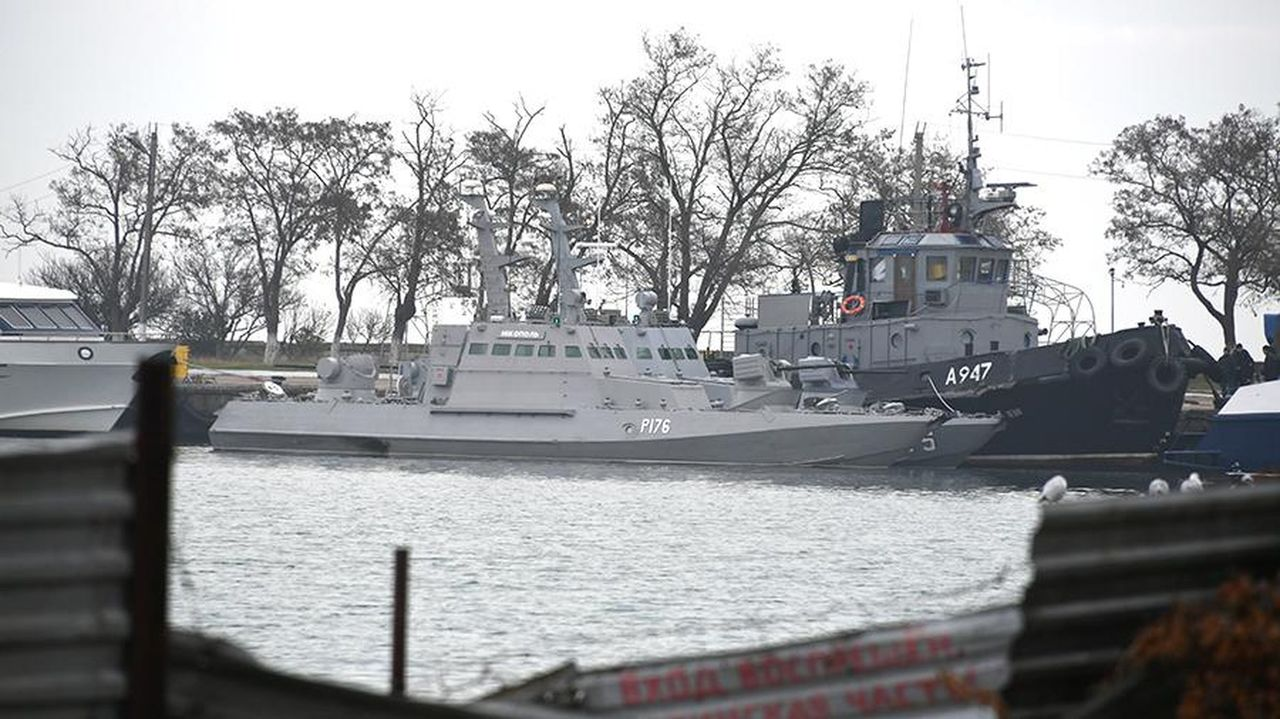
احتجاز السفن الأوكرانية في ميناء كيرتش

عقد الرئيس الأوكراني بترو بوروشنكو اجتماعاً لمجلس الأمن القومي والدفاع الأوكراني [الإنجليزية] في 25 نوفمبر/تشرين الثاني. وحذر من خطر غزو بري روسي.
ورد أن ألكساندر تورتشينوف، أمين مجلس الأمن القومي والدفاع الأوكراني، قال إن الحادث كان عملاً من أعمال الحرب من قبل روسيا. وذكر أيضًا أنه رُصدت استعدادات عسكرية نشطة على طول الحدود على الجانب الروسي. صرح مجلس الأمن القومي والدفاع الأوكراني، في قراره الصادر في 26 تشرين الثاني/نوفمبر، أن إجراءات الاتحاد الروسي ضد سفن البحرية التابعة للقوات المسلحة الأوكرانية تندرج تحت الفقرتين «ج» و «د» من المادة 3 من قرار الجمعية العامة للأمم المتحدة رقم 3314 [الإنجليزية] في 14 ديسمبر 1974 حيث عُرف العدوان بما يلي:
- قيام القوات المسلحة لدولة أخرى بفرض حصار على موانئ أو سواحل دولة ما ؛
- هجوم تشنه القوات المسلحة لدولة ما على القوات البرية أو البحرية أو الجوية أو الأسطولين البحري والجوي لدولة أخرى.[96]

في 26 نوفمبر 2018، أصدرت هيئة الأركان العامة للقوات المسلحة الأوكرانية [الإنجليزية] بيانًا موجزًا،، أعلنوا فيه أنهم ينظرون إلى تصرفات الاتحاد الروسي خلال الحادث على أنها عمل من أعمال العدوان المسلح في انتهاك لعدد من المعايير والمعاهدات الدولية، بما في ذلك: المعاهدة المبرمة بين الاتحاد الروسي وأوكرانيا بشأن التعاون في استخدام بحر آزوف ومضيق كيرتش [الإنجليزية]، المادة 17 من اتفاقية الأمم المتحدة لقانون البحار، الجزء 1 من المادة 36 من اتفاقية الأمم المتحدة، المادتان 32 و 95 من اتفاقية الأمم المتحدة، والمادة 30 من اتفاقية الأمم المتحدة، والمادة 2 من ميثاق الأمم المتحدة.
في 26 نوفمبر، بعد يوم من الحادث، أيد المشرعون في البرلمان الأوكراني بأغلبية ساحقة فرض الأحكام العرفية [الإنجليزية] في المناطق الساحلية في البلاد، وتلك المتاخمة لروسيا وترانسنيستريا غير المعترف بها. صوّت ما مجموعه 276 (61٪ من بين 450) من أعضاء البرلمان لصالح الإجراء، الذي دخل حيز التنفيذ في 28 نوفمبر/تشرين الثاني 2018، وينتهي تلقائيًا في غضون 30 يومًا. كانت التوصية الأولية للتنفيذ لمدة 60 يومًا؛ وفقًا لبوروشنكو، عُدّل بحيث لا يؤثر على الانتخابات الرئاسية الأوكرانية القادمة لعام 2019.
في 27 نوفمبر 2018، ناشدت وزارة الخارجية الأوكرانية الدول الموقعة على مذكرة بودابست بإجراء مشاورات عاجلة لضمان الامتثال الكامل للالتزامات والوقف الفوري للعدوان الروسي على أوكرانيا.
في 28 نوفمبر/تشرين الثاني 2018، قال الرئيس الأوكراني بوروشنكو إن الحادث استفزته روسيا من أجل إجبار أوكرانيا على إعلان الأحكام العرفية، وبالتالي لمنع أوكرانيا من تلقي استقلاله [الإنجليزية] الذاتي [الإنجليزية] (انظر: منح الاستقلال الذاتي للكنيسة الأرثوذكسية في أوكرانيا وانقسام موسكو والقسطنطينية 2018 ).
صرح نائب الأدميرال إيهور فورونشينكو [الإنجليزية] في 29 نوفمبر أن أوكرانيا ستطلب إغلاق مضيق البوسفور.
قال الرئيس بوروشنكو خلال مقابلة لصحيفة بيلد الألمانية إن على ألمانيا دعم أوكرانيا. كما أخبر بوروشنكو بيلد أن بوتين رأى أوكرانيا كمستعمرة روسية.
في 30 نوفمبر، منعت أوكرانيا جميع الرجال الروس الذين تتراوح أعمارهم بين 16 و 60 عامًا من دخول البلاد خلال فترة الأحكام العرفية مع استثناءات لأغراض إنسانية، بدعوى أن هذا إجراء أمني.
في 19 ديسمبر، قال ألكساندر تورتشينوف، سكرتير مجلس الأمن القومي والدفاع الأوكراني، في مقابلة مع بي بي سي أوكرانيا [الإنجليزية]، إن هناك حاجة لمحاولة جديدة لعبور مضيق كيرتش ودعا ممثلي منظمة الأمن والتعاون في أوروبا والمنظمات الدولية الأخرى. يشارك. في رأيه، وإلا فإن روسيا ستفي بخطتها للاستيلاء على بحر آزوف وهذا سيضفي شرعية فعلية على احتلال شبه جزيرة القرم. كما ذكر تورتشينوف خططًا لنشر صواريخ على الشاطئ قادرة على تدمير جسر القرم.
في 26 ديسمبر الساعة 2 مساءً، انتهى العمل بالأحكام العرفية في أوكرانيا، لكن الحظر المفروض على الرجال الروس الذين تتراوح أعمارهم بين 16 و 60 عامًا استمر لبعض الوقت.

### روسيا
في أعقاب الحادث مباشرة، ألقى جهاز الأمن الفيدرالي الروسي باللوم على أوكرانيا لإثارة الاشتباكات، قائلاً إن الأدلة «التي لا يمكن دحضها» «ستعلن قريبًا».
في 26 نوفمبر، نشر جهاز الأمن الفيدرالي الروسي تسلسله الزمني التفصيلي لأحداث 25 نوفمبر على موقعه على الإنترنت. أشار التسلسل الزمني إلى أن السفن الأوكرانية فشلت في اتباع إجراءات الإخطار المسبق بالمرور عبر مضيق كيرتش وأن روسيا لم تعترض على معاهدة عام 2003 بشأن الحق في حرية الملاحة عبر المضيق. وقال وزير الخارجية سيرجي لافروف في اليوم التالي إن أوكرانيا انتهكت قواعد القانون الدولي بعدم حصولها على ترخيص لسفنها. حذر نائب رئيس مجلس دوما الدولة بيوتر تولستوي [الإنجليزية] من خطر نشوب حرب.
في أعقاب إعلان الأحكام العرفية في أوكرانيا، أعرب الرئيس الروسي فلاديمير بوتين عن «قلقه الشديد». ووصف في وقت لاحق الحدث بأنه «استفزاز» واتهم الرئيس الأوكراني بتدبير الحادث من أجل تحسين شعبيته قبل الانتخابات الرئاسية لعام 2019.
وفقًا لـ وكالة أنباء نوفوستي التي تديرها الدولة، خطط الجيش الروسي لإرسال بطاريات صواريخ أرض-جو إضافية من طراز إس-400 تريومف إلى شبه جزيرة القرم.

### الأمم المتحدة
في 26 نوفمبر، دعت روسيا إلى عقد اجتماع طارئ لمجلس الأمن التابع للأمم المتحدة. ورُفض جدول أعمال جلسة مجلس الأمن الدولي، بشأن ما وصفته روسيا بـ «انتهاك» البحرية الأوكرانية لحدودها، بأغلبية سبعة أصوات مقابل أربعة، مع امتناع أربعة أعضاء عن التصويت. قال النائب الأول لسفير روسيا لدى الأمم المتحدة، دميتري بوليانسكي، إن روسيا، بصفتها عضوًا دائمًا في مجلس الأمن، ستواصل إثارة القضايا المهمة «في إطار جدول الأعمال التي تتعلق بها». وقد أيد ممثلو الصين وكازاخستان وبوليفيا الرواية الروسية للحادث باعتبارها انتهاكًا للحدود الروسية. امتنعت أربع دول عن التصويت وعارضت سبع دول. وبالتالي، فإن الاقتراح لم يمر.
كما دعت أوكرانيا إلى عقد اجتماع طارئ لمجلس الأمن بشأن ما وصفته بـ «هجوم» روسيا. أكدت ذلك السفيرة الأمريكية لدى الأمم المتحدة نيكي هيلي. وقالت هايلي إن تصرفات روسيا كانت «انتهاكًا شائنًا» للأراضي الأوكرانية. وطالبت روسيا بوقف «سلوكها غير القانوني» واحترام «الحقوق والحريات الملاحية لجميع الدول». أدانت سفيرة المملكة المتحدة كارين بيرس العمل العسكري الروسي «المؤسف». وقالت روزماري ديكارلو، وكيلة الأمين العام للأمم المتحدة للشؤون السياسية، إن الأمم المتحدة غير قادرة على التحقق من الأحداث بشكل مستقل.
في 27 نوفمبر، أعرب الأمين العام أنطونيو غوتيريس في بيان عن «قلقه الشديد» بشأن الحادث وحث روسيا وأوكرانيا على استخدام «أقصى درجات ضبط النفس» و «تخفيف التوترات من خلال جميع الوسائل السلمية المتاحة وفقًا لميثاق الأمم المتحدة ».
في 15 فبراير 2019، صنفت المفوضية السامية للأمم المتحدة لحقوق الإنسان الضباط الأوكرانيين المسجونين كأسرى حرب وحثت روسيا على تقديم المساعدة الطبية للسجناء وحمايتهم من أي عنف وترهيب.

### دول ومنظمات أخرى
حث مجلس أوروبا على خفض التصعيد، كما فعل الاتحاد الأوروبي، إسبانيا بوليفيا، الصين اليابان، وحلف شمال الأطلسي.
أدان رئيس المجلس الأوروبي دونالد تاسك استخدام روسيا للقوة. أدان البرلمان الأوروبي في القرار 433 المؤرخ 12 ديسمبر 2018 بشدة العدوان الروسي على مضيق كيرتش، وطالب بالإفراج عن جميع السفن والبحارة الأوكرانيين. كما دعى الاتحاد الأوروبي إلى فرض عقوبات على روسيا إذا لم يُطلق سراح الجنود وإذا حدث أي تصعيد عسكري آخر. في القرار نفسه، أدان أعضاء البرلمان الأوروبي بناء خط أنابيب نورد ستريم 2 وطالبوا بإلغائه.
أصدرت كل من أستراليا، كندا، جمهورية التشيك، الدنمارك، إستونيا، فرنسا، ألمانيا، المجر، لاتفيا، ليتوانيا، بولندا، رومانيا، سلوفاكيا، السويد، المملكة المتحدة، النرويج، وتركيا بيانات تنتقد استخدام روسيا للقوة.
ألغى الرئيس الأمريكي دونالد ترامب الاجتماع المخطط له مع الرئيس الروسي فلاديمير بوتين خلال قمة مجموعة العشرين في الأرجنتين، بدعوى أن السبب الوحيد هو الموقف مع السفن والبحارة الأوكرانيين.

## المعركة

### روسيا
- زورق دورية خفر السواحل PSK Izumrud، زورق دورية من طراز روبن[152]
- زورق دورية خفر السواحل PSK Don، المشروع 745P  [لغات أخرى]‏ [152]
- عدد غير معروف من زوارق خفر السواحل، زورق دورية فئة سوبول[153]
- نائب الأدميرال زاخرين ، كاسحة ألغام بحرية ، مشروع 02668  [لغات أخرى]‏[154]
- سفينة بحرية صغيرة مضادة للغواصات MPK Suzdalets، كورفيت من طراز غريشة[153]
- زورقان مدفعيان، مشروع 1204 من فئة شميل[154]
- مركبة دورية زورق دورية من طراز مانغيست [152]
- طائرتان هجوميتان من طراز سوخوي سو-25 [154]
- طائرتا هليكوبتر للاستطلاع والاعتداء من طراز كاموف كا-50 (Hokum B)، فوج المروحيات 39[152]

جلبت قاطرتان أخريان سفينة شحن لمنع المرور تحت الجسر.
| Don                                | زورق القطر من طراز سوروم   | 2 × 30 ملم AK-230 M أو AK-306                             | الكابتن الثاني أليكسي سالييف  | 0 | 0 | 0 | أضرار طفيفة من تلقاء نفسها        |
| Izumrud                            | زورق دورية من طراز روبن    | 1 × 30 مم أيه كي-630 M 2 × 12.7 مم MG، 8 إيغلا سام        | الكابتن الثالث أندريه شيبتسين | 0 | 0 | 0 | أضرار طفيفة من تلقاء نفسها        |
| مجهول                              | زورق دورية من طراز مانغيست |                                                           | مجهول                         | 0 | 0 | 0 | كانت هناك سفن متعددة من هذه الفئة |
| مجهول                              | زورق دورية فئة سوبول       | 1 × 14.5 مم MTPU MG، 2 × إيغلا سام، 1 × 30 قاذفة قنابل مم | مجهول                         | 0 | 0 | 0 | كانت هناك سفن متعددة من هذه الفئة |
| إجمالي الضحايا: لم يبلغ عن أي منها |                            |                                                           |                               |   |   |   |                                   |

| سوزدالتس [الروسية]                 | كورفيت من طراز غريشة             |  | الملازم أول كابتن س. شيرباكوف | 0 | 0 | 0 |                                         |
| نائب الأدميرال زخارين [الروسية]    | كاسحة ألغام من طراز ناتية        |  | مجهول                         | 0 | 0 | 0 |                                         |
| مجهول                              | زورق مدفع من طراز شميل [الروسية] |  | مجهول                         | 0 | 0 | 0 | كانت هناك سفينتان مجهولتان من هذه الفئة |
| إجمالي الضحايا: لم يبلغ عن أي منها |                                  |  |                               |   |   |   |                                         |

### أوكرانيا
- مركبتان مدرعتان نهريتان، زورق مدفعي من طراز جيورزا- أم [157]
- قاطرة، مشروع 498 [157]

| بيرديانسك (سفينة) [الأوكرانية]                        | زورق المدفعية من طراز جيورزا أم | 2 × 30 مدفع آلي مم، 2 × 30 قاذفات قنابل يدوية، 4 × Barrier ATGM، 2 × 7.62 مم MG، 9K38 Igla MANPADS | الملازم (ج ج) رومان موكرياك [الأوكرانية] | 0 | غير معروف | غير معروف | تالفة، احتجاز |
| نيكوبول (سفينة) [الأوكرانية]                          | طراز جيورزا أم                  | 2 × 30 مدفع آلي مم، 2 × 30 قاذفات قنابل يدوية، 4 × Barrier ATGM، 2 × 7.62 مم MG، 9K38 Igla SAM     | الملازم بوهدان نيبليتسيا [الأوكرانية]    | 0 | غير معروف | غير معروف | أسر           |
| ياني كابو (قاطرة) [الأوكرانية]                        | قاطرة مشروع 498 [الروسية]       | 2 × 14.5 مم MG                                                                                     | Starshina أوليغ ملنيشوك [الأوكرانية]     | 0 | غير معروف | غير معروف | تالفة، احتجاز |
| إجمالي الخسائر البشرية: 3 جرحى و 24 أسير (بينهم جرحى) |                                 | |                                          |   |           |           |               |

## روابط خارجية
- Radio communication between the Russian leadership and border guard ships على يوتيوب
- Таран у Керченского моста / Ramming at the Kerch Bridge على يوتيوب
- حزب القرصنة ألمانيا : Der Ukrainekonflikt und die Straße von Kertsch - تحليل حول الحادث